# MB (Praag)
MB en MAT zijn historische motorfietsmerken van dezelfde producent.
De bedrijfsnaam was: Tovarna na Motocykly, Milos Bondy & Spol, Praha.
Milos Bondy begon in 1927 met de productie van zijn "MB"-motorfietsen die door ing. Slechta geconstrueerd waren. De productie eindigde in 1928. In 1929 ging hij onder de merknaam "MAT" interessante, door ing. Votroubek ontwikkelde luchtgekoelde 500cc-zijklep-square fours maken. Deze machines hadden een blokmotor en asaandrijving. Bondy beëindigde deze productie echter al in 1930.
Er was ook ooit een Amerikaans merk met de naam MB; zie Morse-Beauregard.